# Pâte (pâtisserie)
Pour les articles homonymes, voir Pâte et Pâte (cuisine).

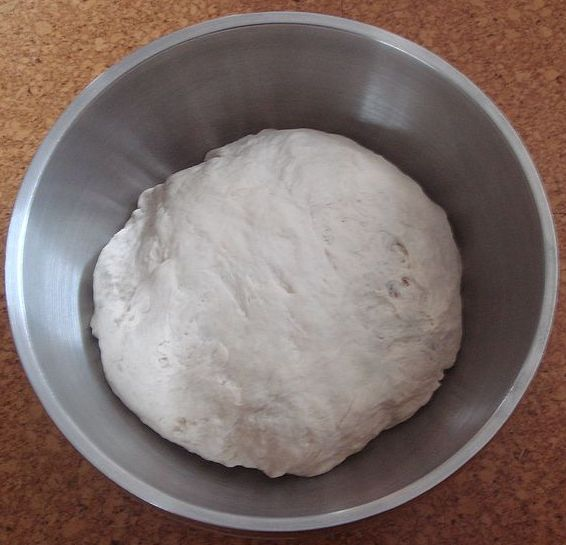
Pâte à pain

Une pâte est une préparation alimentaire à base de farine versée dans un liquide, destinée à la cuisson. Elle sert de base à de nombreuses préparations culinaires, salées (pâté en croûte), sucrées (gâteau) ou neutre (pain). Faite de farine et de liquide (eau, lait...), éventuellement de matières grasses, d'œuf, elle peut être levée ou non.
Diverses pâtes sont utilisées en pâtisserie : pâte phyllo, pâte à crêpe, pâte feuilletée, pâte sucrée, pâte sablée, pâte brisée, pâte à pizza, pâte à galettes, pâte à pain, pâte à choux, etc.;

## Pâte friable
- Pâte sablée
- Pâte brisée ou pâte à foncer, utilisée pour les fonds de tarte sucrée
- Pâte sucrée, une pâte qui sert à faire des fonds de tarte.

## Pâte feuilletée
On distingue 3 méthodes de préparation de la pâte feuilletée : la méthode simple, inversée et rapide.
- Pâte phyllo

## Pâte cuite
- Pâte à choux

## Pâtes levéesoupâtes pétries
- Pâte à brioche
- Pâte à pain
- Pâte à pizza
- Pâte à savarin
- Pâte à babas
- Wähe (de)

## Pâtes levées feuilletées
- Pâte à croissants ou pâte tourée
- Pâte levée feuilletée danoise

## Pâtes battues
- Pâte à madeleines
- Pâte à génoise
- Pâte à pain de Gênes
- Pâte à biscuits
- Pâte à cake

## Autres
- Pâte à beignets
- Pâte (cuisine)
- Pâte à crêpes
- Pâte à gaufres

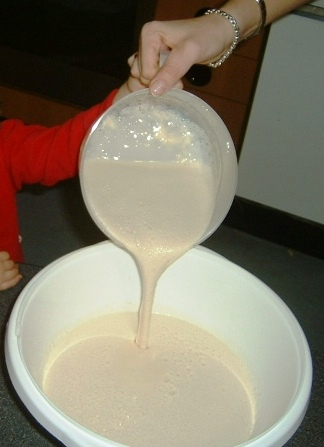
Pâte à crêpes

- La pâte tournée est la base des cakes.